# Carpolobia alba
Carpolobia alba är en jungfrulinsväxtart som beskrevs av George Don jr. Carpolobia alba ingår i släktet Carpolobia och familjen jungfrulinsväxter. Inga underarter finns listade i Catalogue of Life.